# Trabancas
Trabancas[cita requerida] (oficialmente San Mamede das Trabancas) es una parroquia española del municipio de Golada, perteneciente a la provincia de Pontevedra, en la comunidad autónoma de Galicia.

## Historia
Hacia mediados del siglo XIX, la parroquia ya pertenecía a Golada. Aparece descrita en el decimoquinto volumen del Diccionario geográfico-estadístico-histórico de España y sus posesiones de Ultramar de Pascual Madoz con las siguientes palabras:

TRABANCAS (San Mamed): felig. de la prov. de Pontevedra, part. jud. de Lalin, ayunt. de Golada. Es Lamas (V.).
(Madoz, 1849, p. 125)

En 2022, tenía empadronados 105 habitantes.